# جیجاق سان‌بلاس
جیجاق سان‌بلاس(نام علمی: Cyanocorax sanblasianus) نام یک گونه از سرده جیجاق‌های کاکلی است.